# Dichochrysa alcestes
Dichochrysa alcestes är en insektsart som först beskrevs av Banks 1911.  Dichochrysa alcestes ingår i släktet Dichochrysa och familjen guldögonsländor. Inga underarter finns listade i Catalogue of Life.